# Рязанська область
Ряза́нська о́бласть (рос. Ряза́нская о́бласть) — суб'єкт Російської Федерації, входить до складу Центрального федерального округу.
Адміністративний центр — місто Рязань.
Межує на півночі з Владимирською областю, на північному сході — Нижньогородською областю, на сході — з Республікою Мордовія, на південному сході — з Пензенською областю, на півдні — з Тамбовською і Липецькою, на заході — з Тульською і на північному заході — з Московською областями.
Утворено 26 вересня 1937 року. До цього називалася Рязанською губернією.

## Географія

### Географічне положення
Рязанська область розташована в центрі Європейської частини Росії. Простягнулася на 220 кілометрів з півночі на південь і на 260 кілометрів із заходу на схід.

### Рельєф, геологія й корисні копалини
У північній частині — Мещерська низовина (120—125 м), розсічена уздовж межі із Владимирської областю Касимовською моренною грядою (130—136 м), у Касимовському районі гряда закінчується на тектонічному Оксько-Цнинському валу (вища точка 171 м), що простягнувся через усю східну частину області у меридіональному напрямку, на південному заході — відроги Середньоросійської височини (висота до 236 м). Найнижча висотна оцінка на березі Оки на межі із Владимирською областю — 76 метрів.

#### Корисні копалини
На зволоженій рівнинній півночі регіону й на схід річок Мокша й Цна залягають значні запаси високоякісного торфу. Розвідано 1062 родовища із загальними запасами в 222 млн тонн.
У надрах південно-західної частини області залягають шари бурого вугілля Підмосковного вугільного басейну. Розвідано 23 родовища бурого вугілля із загальними запасами в 301,6 млн тонн. Найбільші доступні запаси знаходяться у Скопинському районі. Видобуток вугілля вівся із середини XIX століття (в 1903 виробили понад 144 тис. т палива) і повністю припинений в 1989 році.
Запаси сапропелю в 52 водоймах становлять 81 млн м³.
У регіоні розвідані родовища фосфоритів, гіпсу, бурого залізняку (невисокої якості у районі Касимова), скляні й кварцові піски в Милославському й Касимовському районах.
З нерудних копалин можна виділити 25 родовищ глин і суглинків (запаси 160 млн м³), 19 родовищ пісків будівельних (116 млн м³), 4 родовища карбонатних порід для будівельного вапна (118 тис. м³), цементних вапняків у Михайловському районі, родовища мергелю.

### Клімат
Клімат помірно континентальний. Середня температура січня −11 °C, липня +19 °C. Опадів близько 550 мм на рік, максимум улітку, 25—30 % усіх опадів випадає у вигляді снігу. Вегетаційний період триває близько 180 днів. У регіоні шість метеорологічних станцій Росгідромету.

### Гідрографія
Більша частина річок належить до басейну Волги. Основна річка — Ока із притоками Пра, Гусь, Проня (з Рановою), Парою, Мокшою (зі Цною). На півдні області — початок річки Воронеж (басейну Дону).
На Мещерській низовині багато озер; виділяється велика група Клепиківських озер (Велике озеро, Іванковське озеро, Шагара, Біле озеро). По берегах Оки безліч озер-стариць.

### Ґрунти
На північ від Оки переважають супіщані підзолисто-болотні з ділянками торф'яно-болотних ґрунтів, на сході за заплавами глинисті дерено-підзолисті, у південній частині області переважають сірі лісові ґрунти й опідзолені чорноземи й вилужені на лесовидних суглинках. Великі зони алювіально-лугових ґрунтів у долинах річок особливо сприятливі для молочного скотарства; на крайньому півдні області зустрічаються й невеликі ділянки жирних чорноземів.

### Рослинність
Рязанська область розташована в підтайговій (лівобережжя Оки) і лісостеповій (правобережжя Оки) зонах. Ліси займають близько 1/3 території; вони соснові на північному заході, крислато-соснові на півночі й південному сході; на південному заході — незначні ділянки широколистяних лісів. На крайньому південному заході — степова рослинність.
Загальна площа лісового фонду — 1053 тис. га, у тому числі хвойних порід — 590 тис. га. Загальний запас деревини становить 130 млн м³, розрахункова лісосіка становить 1,333 млн м³.
По берегах Ока, Мокші й Цни росте понад 1 млн м³ дуба.

### Тваринний світ
Збереглися лисиця руда, заєць сірий, бобер річковий, вивірка лісова, тхір (ймовірно тхір лісовий); із гризунів — ховрахи, хом'яки, тушкани; із птахів — чирки, крижень, нерозень й ін.

### Охорона природи
На території Рязанської області 103,5 тис. га особливо охоронюваних природних територій, у тому числі: Мещерський національний парк, Окський заповідник, 47 заказників, 57 пам'ятників природи.

#### Екологія
Одна з найважливіших екологічних проблем — періодичні лісо-торф'яні пожежі в північно-східних районах регіону. Висока концентрація забруднень промислового походження у повітрі Рязані, Михалова й Скопина.

## Населення
Чисельність населення регіону становить 1182,0 тис. осіб (2006). Щільність населення — 29,8 осіб/км² (2006), питома вага міського населення: 69,7 % (2006).

### Чисельність населення по роках, усього й міського
| Рік        | 1926 | 1939 | 1950 | 1951 | 1959 | 1961 | 1970 | 1971 | 1975 | 1979 |
| Тис. мешк. | 2079 | 1925 | 1467 | 1437 | 1445 | 1461 | 1412 | 1411 | 1378 | 1362 |
| Тис. мешк. | —    | —    | —    | 279  | 433  | 490  | 665  | 681  | 766  | 794  |

| Рік        | 1981 | 1985 | 1986 | 1987 | 1989 | 1990 | 1992 | 1994 | 1996 | 1998 | 2000 | 2001 | 2002 | 2005 | 2006 |
| Тис. мешк. | 1345 | 1336 | 1312 | 1312 | 1346 | 1348 | 1344 | 1337 | 1325 | 1307 | 1284 | 1269 | 1228 | 1195 | 1182 |
| Тис. мешк. | 808  | 851  | 840  | 850  | 885  | 893  | 899  | 894  | 901  | 895  | 886  | 879  | —    | 832  | 825  |

### Національний склад
Населення практично мононаціональне: більшість росіяни, також проживає нечисленна етнічна група касимовських татар.
| Національність                                | Чисельність, 1989, ос. | Чисельність, 2002, ос. (*) |
| --------------------------------------------- | ---------------------- | -------------------------- |
| Росіяни                                       | 1295324 (96,1 %)       | ▼ 1161447 (95,6 %)         |
| Українці                                      |                        | 12,7 тис.                  |
| Мордва                                        |                        | 7,3 тис.                   |
| Татари                                        |                        | 5,6 тис.                   |
| Вірмени                                       |                        | 4,5 тис.                   |
| Білоруси                                      |                        | 3,5 тис.                   |
| Азербайджанці                                 |                        | 2,9 тис.                   |
| Цигани                                        |                        | 2,2 тис.                   |
| Німці                                         |                        | 1,6 тис.                   |
| Чуваші                                        |                        | 1,3 тис.                   |
| Молдовани                                     |                        | 1,1 тис.                   |
| показані народи з чисельністю понад 1000 осіб |                        |                            |

## Адміністративно-територіальний устрій й місцеве самоврядування
З 2006 року на території області існують 314 муніципальних утворень, з них 4 міських округи, 25 муніципальних районів, 31 міське поселення, 254 сільських поселення.

### Міські округи
- Рязань
- Касимов
- Сасово
- Скопін

### Райони
- Єрмишинський район
- Захаровський район
- Кадомський район
- Касимовський район
- Клепиківський район
- Кораблинський район
- Милославський район
- Михайловський район
- Новодеревенський район
- Пітелінський район
- Пронський район
- Путятинський район
- Рибновський район
- Рязький район
- Рязанський район
- Сапожковський район
- Сараєвський район
- Сасовський район
- Скопінський район
- Спаський район
- Старожиловський район
- Ухоловський район
- Чучковський район
- Шацький район
- Шиловський район

## Економіка
По внескові у ВВП регіону на 2005 рік (84,8 млрд руб.) виділяються: обробні виробництва — 22,6 %, виробництво й розподіл електроенергії, газу, води — 5,9 %, оптова й роздрібна торгівля — 19,7 %, сільське господарство — 12,8 %, транспорт і зв'язок — 12,3 %. У структурі валового регіонального продукту питома вага сфери матеріального виробництва становить 47,5 %, сфери послуг — 52,5 %.

### Промисловість
Область є старопромисловим регіоном з багатогалузевим комплексом.
У галузевій структурі промислового виробництва велика частка припадає на машинобудування й металообробку, значні частки становлять нафтопереробка, електроенергетика, виробництво будівельних матеріалів і харчова промисловість.
Найважливіші галузі — нафтопереробка й електроенергетика.
Основне підприємство регіону — Рязанський НПЗ ефективною переробною потужністю в 15 млн т/рік, що виробляє високоякісні автомобільні й прямогонні бензини, дизельні палива, авіаційний гас, казанові палива (мазути), шляхові й будівельні бітуми, мастила. Підприємство належить компанії ТНК-BP.
Розвинене виробництво будівельних матеріалів (Михайлівський цементний завод групи Євроцемент, Скопинський скляний завод), виробництво шкіри і її переробка (ВАТ «Саф'ян»), кольорова (Касимов, Рязань і Скопин) і порошкова металургія, виробництво хімічних волокон («Виско-Р»).
Головні промислові центри — міста Рязань, Скопін, Касимов.

#### Машинобудування
Тут випускають радіоелектроніку (Рязанський радіозавод, «Рязанське ПО лічильно-аналітичних машин»), автоагрегати («Завод автоагрегатів»), металорізальні верстати (Рязанський верстатобудівний завод), ковальсько-пресове устаткування, сільськогосподарські машини (картоплезбиральні комбайни ЗАТ «Комбайн»).

#### Енергетика
На території області діють кілька електростанцій: Рязанська ГРЕС (2650 МВТ і 120 Гкал/год, 6,537 млрд кВт·год на 2005) і ГРЕС-24 (310 МВТ 1,5025 млрд кВт·год на 2005) у місті Новомічурінськ (обидві входять в ОГК-6), Зеландсько-Рязанська (400 МВТ і 1742 Гкал/год) і Дягилевська ТЕЦ (110 МВТ і 396 Гкал/год) у місті Рязань (входять у ТГК-4).
Загальна електрична потужність електростанцій — 3470 Мвт. Загальна продуктивність казанових установок 4800 Гкал/год, у тому числі в м. Рязані 108 котелень загальною тепловою продуктивністю 310 Гкал/год (2005).
У 2006 році вироблено 12,6 млрд кВт·год електричної (внутрішнє споживання близько 5 млрд кВт/ч), і відпущено 10000,3 тис. Гкал теплової енергії.

### Транспорт
Через регіон проходять дві найважливіші залізничні колії: «історичний» напрямок Транссибірської магістралі й дві основні лінії на Кавказькі залізниці (через Павелець і через Рязьк). Крім того, важливі одноколійна тепловозна ділянка Тула — Рязьк — Пенза й електрифікована лінія Рибне — Узуново. Крім Шилово, Сасово й Рязані, розташованих на Транссибі, вихід на магістраль по одноколійній лінії має й місто Касимов. Селище Тума має вихід на південний напрямок Транссиба й пряме сполучення з Владимиром. Діє чотири великі локомотивні депо — Рязань, Рибне, Сасово й Тумська, менш великі розташовані в селах Пічкіряєво, Кустаревка й Шилово, у містах Рязьк і Касимов.
По території проходять дві автомобільні шляхи федерального значення: M5 "Урал" і М6 "Каспій". Крім того, особливе значення мають автошлях Москва — Касимов (Р105) і напрямок Нижній Новгород — Муром — Касимов — Тамбов (автошляхи Р125, Р124 і A143). Загальна довжина автомобільних шляхів у Рязанській області становить 9169 км, у тому числі: муніципальних і відомчих — 2133 км; загального користування — 7036 км. Основні автомобільні вузли — Рязань, Шацьк, Касимов.
Здійснюється судноплавство по Оці з обладнаними портами у Рязані й Касимові й по Мокші. У перелік внутрішніх водних шляхів Росії також включені ділянки річки Цна завдовжки 47 км від гирла до села Тенсюпіно Сасовського району, річки Проня завдовжки 21 км від гирла до села Перкино Спаського району й кілька озер-стариць із виходом в Оку.
Навчальний аеродром Рязані Турлатово здатний приймати літаки будь-якого класу.
У міжобласному пасажирському сполученні особливе значення має залізничний експрес Москва — Рязань (три відправлення на добу, час у дорозі 2,5 години).
Відстань від Рязані до Москви — 196 км.

#### Енерготранспорт
По території регіону проходять нафтопроводи, що живлять сибірською й волзькою нафтою Московський і Рязанський НПЗ. Обсяг перекачування перевищує 20 млн т/рік ВАТ АК «Транснєфть».
Через регіон проходять магістральні газопроводи Нижній Новгород — Центр (компресорна станція Тума), Торбєєвка — Тула (ділянка газопроводу Ямбург — Тула з компресорними станціями Путятинська й Павелецька), Алгасово — Воскресенськ (ділянка газопроводу Середня Азія — Центр із компресорною станцією Іст'є) і історичний Саратов — Москва. У регіоні два підземні сховища природного газу: найбільше в Європі активним обсягом в 8,5 млрд м³ «Касимовське» (близько села Телебукіно Касимовського району) у Даньковському піднятті й дослідне «Ув'язовське» (Чучковський район) у Гремячевському піднятті Оцько-Цнінського валу. За рік трубами переміщається більше 24 млрд м³ газу ВАТ «Газпром».
Через регіон прокладений нафтопродуктопровід Кстовський НПЗ — Рязанський НПЗ — «Сталевий Кінь» (Орел), що транспортує паливо в Білорусь, Україну й на експорт через прибалтійські порти. Продуктопровід має два відгалуження: відвід на московський кільцевий нафтопродуктопровід, що живить в тому числі й московські аеродроми, що й примикає від Московського НПЗ трубопровід, що переправляє дизельне паливо на експорт. Обсяг транспортування нафтопродуктів через регіон перевищує 5 млн т/рік. ВАТ «Транснєфтєпродукт».
Через регіон проходить далекомагістральна ЛЕП 2х500 кВ Москва — Волзька ГЕС (лінія зв'язує енергосистеми центру, нижнього Поволжя й півдня), до неї через основну підстанцію регіону «Михайловська» примикає ЛЕП від Смоленської АЕС.
У 2006 році по внутрішніх електромережах перекинене близько 5 млрд квтч/рік, по магістральних лініях у єдину систему відправлено близько 7,5 млрд квтч/рік.

### Сільське господарство
Провідна галузь сільського господарства — тваринництво молочно-м'ясного напрямку. Розводять велику рогату худобу, свиней, птицю, овець. Племінне конярство (2 конезаводи).
Вирощують ячмінь, пшеницю, жито, овес, кормові культури, цукровий буряк, фрукти і ягоди.
Загальний земельний фонд сільгосппідприємств, організацій і громадян, що займаються сільськогосподарським виробництвом, становить 2754,4 тис. га, з яких сільгоспугіддя займають 2350,4 тис. га, рілля — 1466,5 тис. га (62 %), кормові вгіддя — 833,7 тис. га.
У 2006 році вироблено: молока — 386,4 тис. т; м'яса — 77,6 тис. т; яєць — 372,4 млн шт.; зерна — 1006,5 тис. т; цукрового буряка — 401,3 тис. т; картоплі — 808,9 тис. т.

## Релігійні організації
На 1 червня 2005 року в Рязанській області зареєстровані й діють 348 релігійних організацій.
Із цих організацій 311 належить Рязанській єпархії Російської Православної церкви. Серед монастирів можна виділити Вишенський Успенський і Солотчинський Покровський монастирі.
У Рязанській області є Прихід Римсько-католицької церкви, Релігійна організація Вірменської апостольської церкви, 6 організацій євангельських християн — баптистів, 6 організацій євангельських християн, 5 організацій Адвентистів сьомого дня, 2 організації християн віри євангельської — п'ятидесятників, 4 єврейські релігійні організації, 2 мусульманські організації, 1 язичницька організація і 2 приходи Православної Старообрядницької Церкви.

## Визначні пам'ятки, рекреація й спорт
У Рязанській області у селі Константиново є музей-заповідник Сергія Єсеніна.
Рязанський кремль, включаючи Успенський собор. Кліматичний курорт Солотча.

### Спорт
Найбільший стадіон області — «ЦСК» у центральному спортивному комплексі Рязані, уміщає 25 000 глядачів. З футбольних клубів виділяються ФК «Спартак-МЖК» і ФК «Рязань».

## Керівництво області

### 1-і секретарі Рязанського обласного комітету ВКП(б)-КПРС
- 05.07.1938 — 25.09.1943 — Тарасов Степан Никонович
- 25.09.1943 — 20.04.1948 — Марфін Олексій Ілліч
- 20.04.1948 — 18.11.1948 — Малов Сергій Іванович
- 18.11.1948 — 22.09.1960 — Ларіонов Олексій Миколайович
- 30.09.1960 — 12.01.1967 (c 15.01.1963 по 15.12.1964 — сільський) — Гришин Костянтин Миколайович
- 18.01.1963 — 15.12.1964 (промисловий) — Бордильонок Микола Андрійович
- 12.01.1967 — 14.12.1985 — Прієзжев Микола Семенович
- 14.12.1985 — 19.06.1987 — Смольський Павло Олександрович
- 19.06.1987 — ?.08.1991 — Хитрун Леонід Іванович

### Голови Організаційного комітету ВЦВК РРФСР
- .09.1937 — 1938 — Морозов Юхим Никифорович
- 1938—1938 — Рубичев Анатолій Тимофійович
- 1938—1940 — Соколов Іван Іванович

### Голови обласного виконавчого комітету
- 1940—1941 — Соколов Іван Іванович
- 1941—1945 — Мамонов Федір Антонович
- 1946—1949 — Рижов Олександр Федорович
- 1949—1954 — Сметанін Павло Гнатович
- 03.1954 — 01.1961 — Бобков Іван Васильович
- 01.1961 — 12.1964 (с 12.1962 по 12.1964 — промисловий) — Вєрушкін Микола Андрійович
- 12.1962 — 01.1967 (с 12.1962 по 12.1964 — сільський) — Прієзжев Микола Семенович
- 01.1967 — 12.1976 — Макаров Олександр Тимофійович
- 12.1976 — 03.1987 — Жирков Василь Григорович
- 03.1987 — 12.1988 — Скопинцев Анатолій Миколайович
- 12.1988 — 03.1990 — Башмаков Лев Полієвктович
- 03.1990 — 08.1991 — Калашников Валерій Васильович

### Губернатори
- 25.09.1991 — 25.01.1994 — Башмаков Лев Полієвктович
- 25.01.1994 — 15.10.1996 — Меркулов Геннадій Костянтинович
- 15.10.1996 — 06.01.1997 — Івлєв Ігор Олександрович
- 06.01.1997 — 12.04.2004 — Любимов В'ячеслав Миколайович
- 12.04.2004 − 12.04.2008 — Шпак Георгій Іванович
- 12.04.2008 — 14.02.2017 — Ковальов Олег Іванович
- з 14.02.2017 — и. о. Любимов Микола Вікторович
- 18.09.2017 —10.5.2022 — Любимов Микола Вікторович

## Відомі люди
- Єршов Микола Михайлович — російський сценарист.